# Wereldkampioenschap volleybal mannen 2014 (kwalificatie CSV)
Deze pagina beschrijft het kwalificatieproces voor het Wereldkampioenschap volleybal dat werd gehouden in Polen. Vijf landen streden om 3 plaatsen in het eindtoernooi: de finalisten van het Zuid-Amerikaans kampioenschap volleybal , mannen 2013 plus het beste land uit de 2e ronde plaatsten zich voor het WK.

## Deelnemende landen
- Argentinië
- Brazilië
- Chili
- Colombia
- Paraguay

## Zuid-Amerikaans kampioenschap
| Rank   | Team       |
| ------ | ---------- |
| Goud   | Brazilië   |
| Zilver | Argentinië |
| Brons  | Colombia   |
| 4      | Chili      |
| 5      | Paraguay   |

## Tweede Ronde
- Locatie:  Colombia
- Data: 13-15 september

|      |           |     | Wedstrijden | Wedstrijden | Sets | Sets | Sets |
| Rank | Team      | Pts | W           | L           | W    | L    |      |
| ---- | --------- | --- | ----------- | ----------- | ---- | ---- | ---- |
| 1    | Venezuela | 8   | 3           | 0           | 9    | 2    |      |
| 2    | Colombia  | 7   | 2           | 1           | 8    | 4    |      |
| 3    | Chili     | 3   | 1           | 2           | 4    | 6    |      |
| 3    | Paraguay  | 0   | 0           | 3           | 0    | 9    |      |